# Municipio de Lovelady (condado de Caldwell)
El municipio de Lovelady (en inglés: Lovelady Township ) es un municipio ubicado en el  condado de Caldwell en el estado estadounidense de Carolina del Norte. En el año 2010 tenía una población de 18.000 habitantes.

## Geografía
El municipio de Lovelady se encuentra ubicado en las coordenadas 35°48′29.47″N 81°25′40.33″O / 35.8081861, -81.4278694.